# Tyskie (sör)
A Tyskie a Kompania Piwowarska által gyártott lengyel sörmárka, amely a japán Asahi Group tulajdonában van 2017. március 31. óta.
A márka története 1629-re nyúlik vissza, bár ez nem azonos a sör kezdetével ezeken a területeken. 1999-ig, vagyis a Kompania Piwowarska megalakulásáig kizárólag a Tyskie Browary Książęce gyártotta. 

## Tyskie ma
2013-ban a Tyskie volt a legtöbbet vásárolt sörmárka Lengyelországban. A Tyskie az első helyet foglalja el a legnépszerűbb sörök listájában Lengyelországban - 2007-ben a sörivók 36%-a nyilatkozott választásáról.

## Termelés és jellemzők
A termeléshez felhasznált vizet mély kutakból nyerik, még 8 km-re a sörfőzdétől. A kutak egy része a Mikołów melletti dombokon található. Itt van a Gronie-forrás is, amelyről az egyik sörfajtát elnevezik. A víz csővezetéken keresztül gravitáció útján áramlik a sörfőzdébe.
- Tyskie Gronie - lager sör. Világos arany szín, alacsony keserűség és gyümölcsös aromák jellemzik.Könnyű, telt sör - 5,2% alkoholt tartalmaz.
- Tyskie Klasyczne - 2012-ben vezették be a piacon. A klasszikus a 16. századi sör tisztasági elve alapján készül, amely azt mondja, hogy ezt az italt csak három összetevőből szabad főzni: árpamaláta, komló és víz. Ennek a sörnek több maláta íze és enyhébb keserűsége van, mint a Gronie változatnak. Maláta jellegéből adódóan kissé sötétebb szín és édesebb aroma is jellemzi. A Tyskie Klasyczne kevésbé szénsavas, mint a Tyskie Gronie. Teljes világos sör, 5% alkoholt tartalmaz.
- Tyskie z Tanka - éttermekben kapható sör. A Tanka sörét a maximálisan lerövidített elosztórendszer, valamint az innovatív tárolási és palackozási rendszer jellemzi. A sörfőzdében előállított friss sört egy tartálykocsiba öntik, amely ugyanazon a napon közvetlenül a kocsmákba szállítja. Ott a sört acéltartályokba pumpálják - tartályokba, amelyekből kiöntik. A tartályok belsejében, amelyekből a sörfőzdéből szállított sört egy speciális hétrétegű zacskóban tárolják, amely biztosítja a minőséget és felelős a benne tárolt ital változatlan ízéért. A tartályba kényszerített sűrített levegő miatt a műanyag zacskó összezsugorodik, és a sört a berendezésen át addig a csapig tolja, ahonnan a sört öntik. A sör ennyi idő alatt nem érintkezik oxigénnel vagy szén-dioxiddal, ennek köszönhetően megőrzi tulajdonságait, kevésbé szénsavas, mint a hagyományos sör, és kissé enyhébb az íze. Teljes, pasztörizálatlan világos sör, 5,2% alkoholt tartalmaz, lejárati idő: 14 nap.

## A sör kezdetei a Tyskie Browary Książęce-ben
A sört 400 éve folyamatosan gyártják Tychy-ben. Hagyományosan a Tyskie Browary Książęce alapításának dátuma 1629. év, mivel a sörgyár vagyonának első hivatalos leltára ettől az évtől származik. A legfrissebb publikációk azonban azt állítják, hogy Tyskie legalább 16 évvel idősebb, amit megerősít a dokumentum - az éves jövedelemkönyv, amely 1613-ból származik. Működésének kezdetén, a 17. században a sörgyár háromféle sört állított elő: postai, élesztő- és asztali sört. Az első egy világos sör volt, amelyet búzamalátával főztek, vagy fele-fele arányban árpamalátával kevertek, vagy egy árpamalátán alapuló sötét sört, rozs keverékével. Csak a postai sör volt jó minőségű ital, amelyet eladásra szántak, a másik kettő pótlólagos sör volt, amelyet főleg a sörfőzők és családjuk ittak. A 19. század elején csak két ital készült: bajor sör és közönséges sör, mindkettő felső erjedésű. A klasszikus összetételű bajor maláta barna, telített színű, édes, fűtőértékű és rosszul ugrott, míg a közönséges sör - sötét, alacsony kivonatú és gyenge, csak azonnali fogyasztásra. A háborúk közötti időszakban a Tychy népszerű márkái a következők voltak: Książęco Tysko Pilzneńskie, Książęco Tyski Eksport, Książęco Tyskie Piwo Pełne és Porter. Ezek a sörök alkoholtartalma 2,5–4,5% között mozgott.

## Díjak
A Tyskie-t többször megtisztelték a söripar legrangosabb díjaival az egész világon.
- 2002-ben a Tyskie sör elnyerte a The Brewing Industry International Awards két legrangosabb díját - egy aranyérmet és egy Grand Prix-díjat (Champion Beer cím).
- 2005-ben Münchenben (a Drink Tec alatt) a Tyskie sör ismét megkapta a Grand Prix-t (bajnoki sör címet)
- 2011-ben a Tyskie ezüstérmet kapott a Sörgyári Nemzetközi Awardson.
- 2011-ben a Tyskie aranyérmet nyert a Monde Selection 2011 brüsszeli rendezvényén
- A Tyskie az első helyet szerezte meg az alkoholos italok között a Rzeczpospolita napilap által meghirdetett "Lengyel márkák ranglistája 2011" címen.
- 2013-ban a Tyskie elnyerte a "Beer Oscar" díjat az International Brewing Awards nemzetközi versenyen